# Michael Herr (Mediziner)
Michael Herr, auch Michael Hero, (geboren Ende des 15. Jahrhunderts wahrscheinlich in Speyer; gestorben um 1550 in Straßburg) war ein deutscher Arzt und Übersetzer. Er wirkte als Stadtarzt in Straßburg.

## Leben

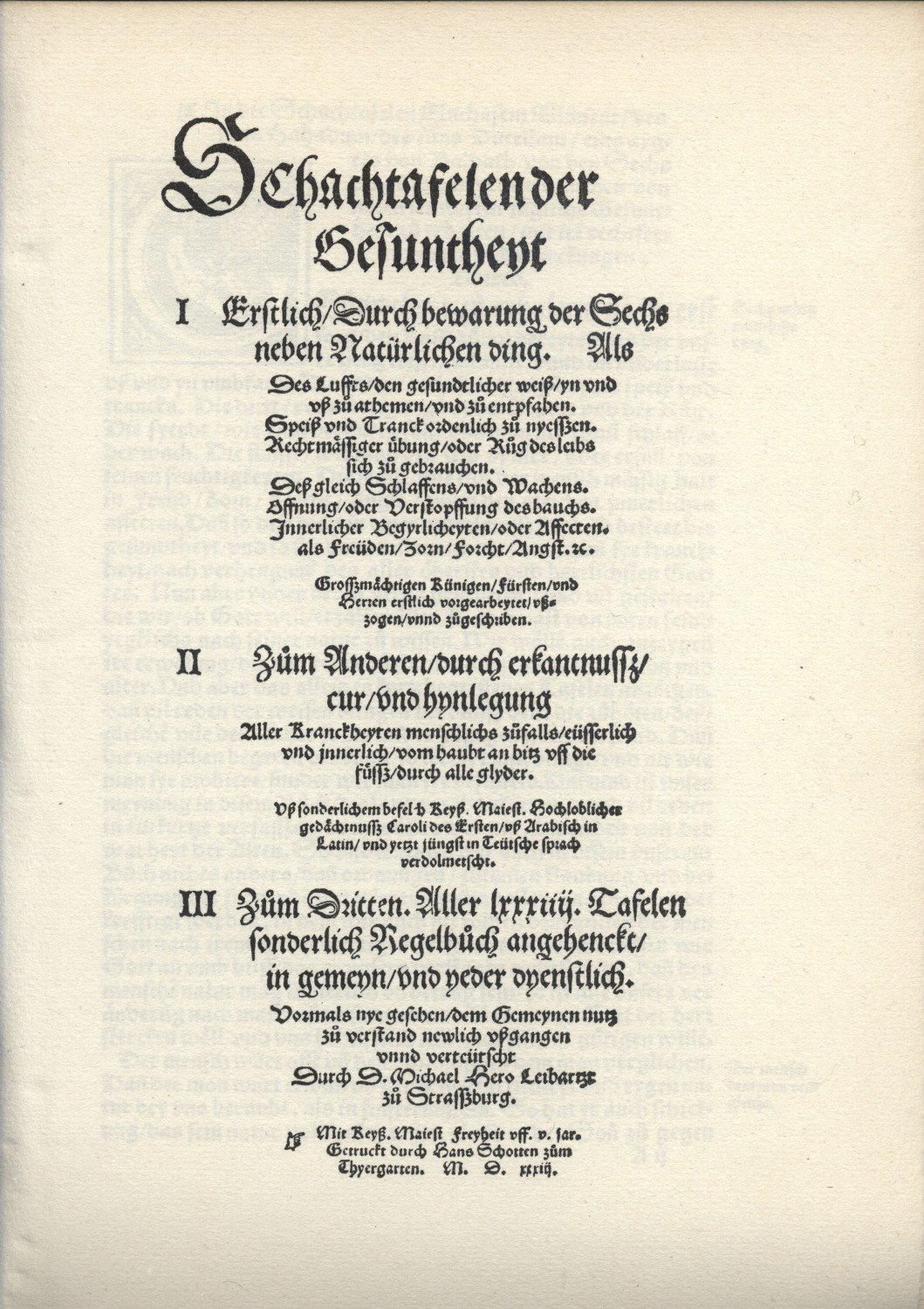
Michael Hero als Übersetzer der Schachtafelen der Gesuntheyt (1533)

Laut Ernest Wickersheimer (1969) ist nicht nachweisbar, dass Michael Herr in Kolmar geboren sei und dass er in Basel Medizin studiert und dort einige Zeit als Arzt praktiziert habe, so Jakob Franck 1880 in der ADB. Nachweislich wurde Herr 1508 als „Speyerer“ an der Universität Heidelberg immatrikuliert und erhielt dort 1510 einen Abschluss als Baccalaureus Artium. Er trat in die Königshofener Kartause ein und befreundete sich mit Otto Brunfels. Herr hörte 1526 in Wien eine Vorlesung bei Georg Tannstetter. Seine Mitschrift gab er Brunfels, der sie 1531 in Straßburg unter dem Titel Artificium de applicatione Astrologiae ad Medicinam drucken ließ. Für den Arzt und Botaniker Brunfels brachte er dessen mehrbändiges Kräuterbuch Herbarum vivae icones nach dem Tod des Verfassers 1536 zum Abschluss.
Als sich in Straßburg die Reformation durchsetzte, verließ Herr das Kloster und ging 1527 nach Montpellier, um dort Medizin zu studieren, kehrte aber bald zurück und erhielt 1528 das Straßburger Bürgerrecht und heiratete Elisabeth Hügin. 1534 wurde er Arzt am Straßburger Bürgerspital. (Er übte in Straßburg das Amt eines Stadtphysicus bzw. Stadtarztes aus). Von 1547 an beteiligte er sich an den Arbeiten zur Erstellung einer neuen Münsteruhr.
Herr übersetzte Schriften aus dem Griechischen und Latein ins Deutsche. Sein Schreibstil wurde gelobt, seine Übersetzungen hingegen kritisiert, da er die Texte der Antike gewaltsam an die christliche Lehre anpasse. Er übersetzte eine Fassung des
Tacuinum sanitatis des Ibn Butlan unter dem Titel Schachtafelen der Gesuntheyt, die Abbildungen besorgte Hans Weiditz.
Er verfasste das Tierbuch Gründtlicher underricht … aller vierfüßiger Thier (Straßburg 1546), in dem er Weisheiten zu 64 Tierabbildungen formulierte. Die Holzschnitte sind wahrscheinlich ebenfalls von seinem Freund Weiditz.

## Werke (Auswahl)
- Gründtlicher Underricht, warhaffte und eygentliche Beschreibung wunderbarlicher seltzamer Art, Natur, Krafft und Eygenschafft aller vierfüssigen Thier, wild und zam. Straßburg: Beck, 1546
  - Das Thierbuch des Michael Herr. – Faksimile d. Ausg. Straßburg 1546. Kötzschenbroda: Dudelsack-Presse, 1934 Umfang: 53 S.
  - Gründtlicher Underricht. CD-Rom. Erlangen: Fischer, 2003

Übersetzungen
- Die Ritterliche vnnd Lobwirdige Reyss des gestrengen vnd vber all ander weit erfarnen Ritter, vnnd Landtfahrer, Herrn Ludouico Vartomans von Bolonia. 1515, 1549
- Schachtafelen der Gesuntheyt: I. Erstlich, Durch bewarung der Sechs neben Natürlichen ding. Als des Luffts, … Speiß und Tranck ordenlich zu nyesszen, Rechtmässiger übung, oder Rug des leibs sich zu gebrauchen, deß gleich Schlaffens, und Wachens, Offnung, oder Verstopffung des bauchs, Innerlicher Begyrlichkeyten, oder Affecten ..., II. Zum Anderen, durch erkantnussz, cur, und hynlegung Aller Kranckheyten menschlichs zufalls ..., III. Zum Dritten. Aller LXXXIIII Tafelen sonderlich Regelbuch angehenckt. verteütscht durch Michael Hero. 1533 (Digitalisat)
- Verfasser Johannes Huttich, Herausgeber Simon Grynaeus: Die New Welt der Landschaften, unnd Insulen, so bis hie her allen Altweltbeschrybern unbekant, jungst aber von den Portugalesern unnd Hispaniern im Nidergenglichen Meer herfunden: sambt den sitten unnd gebreuchen der inwonenden Völcker: auch was gütter oder waren man bey inen Funden, und inn unsere landt bracht hab ... Übersetzung Michael Herr. Straßburg: Georg Ulricher, 1534 (Digitalisat)
- Plutarchi von Cheronea guter Sitten einvndzwanzig Bücher. Durch d. Michael Herr … verteutscht. Straßburg: Schotten, 1535 (Digitalisat)
- Sittliche Zuchtbücher des hochberümpten Philosophi und Lerers Lucii Annei Senece: in welchen Leer u. Underweisung funden wirt, wie sich e. Mensch d. Tugent gemäß halten soll. durch Michael Herr verteutscht. Straßburg, 1536; weitere Ausgabe: 1540.
- Das Ackerwerck Lucij Columelle und Palladij: zweyer hocherfarner Römer, Haltet inn allen veldbaw, von getreyd, wein, früchten. verteutschet durch Michl. Herren. Straßburg: Wendel Rihel, 1538 (Digitalisat)
- Verfasser Cassianus Bassus: Der veldtbaw, oder das Buch von der veldarbeyt. Alles vor tausent jaren von dem Keyser Constantino dem vierdten in griechischer spraach beschriben, vnnd durch D. Michael Herren verdolmetscht. Straßburg: Beck, 1545 (Digitalisat); weitere Ausgaben: 1551, 1556, 1561, 1563, 1566, 1567